# GG Андромеды
GG Андромеды (лат. GG Andromedae) — одиночная переменная звезда в созвездии Андромеды на расстоянии приблизительно 3626 световых лет (около 1112 парсеков) от Солнца. Видимая звёздная величина звезды — от +8,9m до +8,4m.

## Характеристики
GG Андромеды — красный гигант, пульсирующая полуправильная переменная звезда типа SRB (SRB:) спектрального класса M5:, или M2. Радиус — около 132,52 солнечных, светимость — около 2383,378 солнечных. Эффективная температура — около 3503 K.